# دان ديفيد
دان ديفيد (بالعبرية: דן דוד‏) هو شخصية أعمال إسرائيلي، ولد في 23 مايو 1929 في بوخارست في رومانيا، وتوفي في 6 سبتمبر 2011 في لندن في المملكة المتحدة بسبب مرض.